# جان ایستاد
جان ایستاد (انگلیسی: Jon Istad; ۲۹ ژوئیهٔ ۱۹۳۷ – ۱۷ مهٔ ۲۰۱۲) از برندگان مدال‌های بازی‌های المپیک زمستانی ورزشکار دوگانه اهل نروژ بود.